# Dracula houtteana
Dracula houtteana là một loài lan.